# یاروشوه
یاروشوه (به لاتین: Jaroszewy) یک روستا در لهستان است که در گمینا سکارشوه واقع شده‌است.
 یاروشوه  ۴۴۵ نفر جمعیت دارد.